# ユースタス・ライセット
ユースタス・ライセット（Eustace Lycett, 1914年12月21日 - 2006年11月16日）は、イギリスの特殊効果アーティストである。ディズニーランのアトラクションに携わり、またディズニーのアニメーションにも参加した。

## 主なフィルモグラフィ
- おもちゃの王国 Babes in Toyland (1961)
- うっかり博士の大発明 フラバァ The Absent Minded Professor (1961)
- ムーン・パイロット Moon Pilot (1962)
- パリよ、こんにちは! Bon Voyage! (1962)
- 夏の魔術師 Summer Magic (1963)
- フラバァ・デラックス Son of Flubber (1963)
- メリー・ポピンズ Mary Poppins (1964)
- 南海征服 Lt. Robin Crusoe, U.S.N. (1967)
- 最高にしあわせ The Happiest Millionaire (1967)
- 小びとの森の物語 The Gnome-Mobile (1967)
- 黒ひげ大旋風 Blackbeard's Ghost (1968)
- ボートニック The Boatniks (1970)
- ベッドかざりとほうき Bedknobs and Broomsticks (1971)
- 雪だるま超特急 Snowball Express (1972)
- 続ラブ・バッグ Herbie Rides Again (1974)
- No Deposit, No Return (1976)
- フリーキー・フライデー Freaky Friday (1976)
- 新・ぼくはむく犬 The Shaggy D.A. (1976)
- ラブバッグ/モンテカルロ大爆走 Herbie Goes to Monte Carlo (1977)
- ピートとドラゴン Pete's Dragon (1977)
- 続・星の国から来た仲間 Return from Witch Mountain (1978)
- スペースキャット The Cat from Outer Space (1978)

- ブラックホール The Black Hole (1979)
- The Last Flight of Noah's Ark (1980)

## 受賞とノミネート
| 賞           | 年   | 部門           | 作品名                        | 結果       |
| ------------ | ---- | -------------- | ----------------------------- | ---------- |
| アカデミー賞 | 1961 | 特殊効果賞     | うっかり博士の大発明 フラバァ | ノミネート |
| アカデミー賞 | 1964 | 特殊視覚効果賞 | メリー・ポピンズ              | 受賞       |
| アカデミー賞 | 1971 | 特殊視覚効果賞 | ベッドかざりとほうき          | 受賞       |
| アカデミー賞 | 1979 | 視覚効果賞     | ブラックホール                | ノミネート |